# Treizième circonscription de la Seine-Saint-Denis
La treizième circonscription de la Seine-Saint-Denis est l'une des 13 circonscriptions législatives françaises que compte, de 1988 à 2012, le département de la Seine-Saint-Denis situé en région Île-de-France.
En 2012, la Treizième circonscription de la Seine-Saint-Denis est renommée troisième circonscription de la Seine-Saint-Denis avec un périmètre inchangée. 

## Description géographique et démographique
La treizième circonscription de la Seine-Saint-Denis est délimitée par le découpage électoral de la loi n°86-1197 du 24 novembre 1986
, elle regroupe les divisions administratives suivantes : cantons de Neuilly-Plaisance, Neuilly-sur-Marne, Noisy-le-Grand.
D'après le recensement général de la population de 1999, réalisé par l'Institut national de la statistique et des études économiques (INSEE), la population de cette circonscription est estimée à 115113 habitants,.

## Historique des députations
| Législature | Début de mandat | Fin de mandat  | Député              | Parti politique | Observations |
| ----------- | --------------- | -------------- | ------------------- | --------------- | --- |
| IXe         | 23 juin 1988    | 1er avril 1993 | Jacques Mahéas      | PS              | |
| Xe          | 2 avril 1993    | 21 avril 1997  | Christian Demuynck, | RPR,            | Devenu sénateur, Christian Demuynck est remplacé par Michel Pajon élu le 18 février 1996 Mandat écourté à la suite d'une dissolution parlementaire décidée par Jacques Chirac. |
| XIe         | 12 juin 1997    | 18 juin 2002   | Michel Pajon,       | PS,             | |
| XIIe        | 19 juin 2002    | 19 juin 2007   | Michel Pajon,       | PS,             | |
| XIIIe       | 20 juin 2007    | 19 juin 2012   | Michel Pajon        | PS              | |

## Historique des élections

### Élections de 1988
| Candidat       | Candidat                     | Parti          | Premier tour | Premier tour | Second tour | Second tour |  |
| Candidat       | Candidat                     | Parti          | Voix         | %            | Voix        | %           |  |
| -------------- | ---------------------------- | -------------- | ------------ | ------------ | ----------- | ----------- |  |
|                | Jacques Mahéas sortant réélu | PS             | 13 800       | 41,41        | 19 172      | 53,52       |  |
|                | Christian Demuynck sortant   | RPR (URC)      | 11 461       | 34,39        | 16 653      | 46,48       |  |
|                | Sylvie Soudet                | FN             | 4 463        | 13,39        |             |             |  |
|                | Jean Garcia                  | PCF            | 3 330        | 9,99         |             |             |  |
|                | Joseph Salep                 | Extrême gauche | 272          | 0,82         |             |             |  |
|                |                              |                |              |              |             |             |  |
| Inscrits       | Inscrits                     | Inscrits       | 54 693       | 100,00       | 54 676      | 100,00      |  |
| Abstentions    | Abstentions                  | Abstentions    | 20 870       | 38,16        | 18 023      | 32,96       |  |
| Votants        | Votants                      | Votants        | 33 823       | 61,84        | 36 653      | 67,04       |  |
| Blancs et nuls | Blancs et nuls               | Blancs et nuls | 497          | 1,47         | 828         | 2,26        |  |
| Exprimés       | Exprimés                     | Exprimés       | 33 326       | 98,53        | 35 825      | 97,74       |  |

Le suppléant de Jacques Mahéas était Max Salomon, Président de l'association "Noisy Solidaires", chargé de mission au cabinet de Pierre Joxe.

### Élections de 1993
| Candidat       | Candidat                 | Parti                      | Premier tour | Premier tour | Second tour | Second tour |  |
| Candidat       | Candidat                 | Parti                      | Voix         | %            | Voix        | %           |  |
| -------------- | ------------------------ | -------------------------- | ------------ | ------------ | ----------- | ----------- |  |
|                | Christian Demuynck élu   | RPR (UPF)                  | 10 544       | 28,3         | 18 605      | 51,98       |  |
|                | Jacques Mahéas sortant   | PS (ADFP)                  | 7 782        | 20,89        | 17 187      | 48,02       |  |
|                | Michel Paulin            | FN                         | 5 701        | 15,3         |             |             |  |
|                | Françoise Richard        | diss. RPR                  | 4 304        | 11,55        |             |             |  |
|                | Jean-Luc Bennahmias      | Les Verts (EÉ)             | 3 157        | 8,47         |             |             |  |
|                | Claude Coulbaut          | PCF                        | 2 616        | 7,02         |             |             |  |
|                | Liliane Allain           | LO                         | 598          | 1,61         |             |             |  |
|                | Louise Cartier           | Divers droite              | 592          | 1,59         |             |             |  |
|                | Pierre Charat            | Divers gauche (Maj. prés.) | 581          | 1,56         |             |             |  |
|                | Georgette Gérard         | LT-LNÉ                     | 480          | 1,29         |             |             |  |
|                | Jean-Luc Battini         | Divers                     | 462          | 1,24         |             |             |  |
|                | Raymond Gené de Cucurull | SÉGA                       | 316          | 0,85         |             |             |  |
|                | Simone Vitré             | AP                         | 122          | 0,33         |             |             |  |
|                |                          |                            |              |              |             |             |  |
| Inscrits       | Inscrits                 | Inscrits                   | 57 030       | 100,00       | 57 030      | 100,00      |  |
| Abstentions    | Abstentions              | Abstentions                | 18 496       | 32,43        | 18 744      | 32,87       |  |
| Votants        | Votants                  | Votants                    | 38 534       | 67,57        | 38 286      | 67,13       |  |
| Blancs et nuls | Blancs et nuls           | Blancs et nuls             | 1 279        | 3,32         | 2 494       | 6,51        |  |
| Exprimés       | Exprimés                 | Exprimés                   | 37 255       | 96,68        | 35 792      | 93,49       |  |

La suppléante de Christian Demuynck était Emmanuelle Frapet, ingénieur commercial à Noisy-le-Grand.

### Élection législative partielle de 1996
| Candidat       | Candidat            | Parti          | Premier tour | Premier tour | Second tour | Second tour |  |
| Candidat       | Candidat            | Parti          | Voix         | %            | Voix        | %           |  |
| -------------- | ------------------- | -------------- | ------------ | ------------ | ----------- | ----------- |  |
|                | Michel Pajon élu    | PS             | 5 764        | 33,26        | 10 581      | 57,9        |  |
|                | Claude Pernès       | UDF (Rad)      | 4 276        | 24,67        | 7 695       | 42,1        |  |
|                | Michel Paulin       | FN             | 3 412        | 19,69        |             |             |  |
|                | Michel Tavet        | PCF            | 1 769        | 10,21        |             |             |  |
|                | Jean-Luc Bennahmias | Les Verts      | 535          | 3,09         |             |             |  |
|                | Pascal Bouttet      | LO             | 402          | 2,32         |             |             |  |
|                | Serge Epinard       | MDC            | 353          | 2,04         |             |             |  |
|                | Jean-Claude Pottiez | MPF            | 298          | 1,72         |             |             |  |
|                | Thierry Ouvrard     | Extrême droite | 287          | 1,66         |             |             |  |
|                | Joël Juvigny        | Rad            | 235          | 1,36         |             |             |  |
|                |                     |                |              |              |             |             |  |
| Inscrits       | Inscrits            | Inscrits       | 59 848       | 100,00       | 59 850      | 100,00      |  |
| Abstentions    | Abstentions         | Abstentions    | 42 145       | 70,42        | 40 485      | 67,64       |  |
| Votants        | Votants             | Votants        | 17 703       | 29,58        | 19 365      | 32,36       |  |
| Blancs et nuls | Blancs et nuls      | Blancs et nuls | 372          | 2,1          | 1 089       | 5,62        |  |
| Exprimés       | Exprimés            | Exprimés       | 17 331       | 97,9         | 18 276      | 94,38       |  |

### Élections de 1997
| Candidat       | Candidat                   | Parti          | Premier tour | Premier tour | Second tour | Second tour |  |
| Candidat       | Candidat                   | Parti          | Voix         | %            | Voix        | %           |  |
| -------------- | -------------------------- | -------------- | ------------ | ------------ | ----------- | ----------- |  |
|                | Michel Pajon sortant réélu | PS             | 11 276       | 30,86        | 20 636      | 54,75       |  |
|                | Michel Champion            | RPR            | 8 545        | 23,38        | 17 054      | 45,25       |  |
|                | Michel Paulin              | FN             | 6 421        | 17,57        |             |             |  |
|                | Michel Tavet               | PCF            | 3 236        | 8,86         |             |             |  |
|                | Christian Feuillet         | Les Verts      | 1 719        | 4,7          |             |             |  |
|                | Liliane Allain             | LO             | 1 088        | 2,98         |             |             |  |
|                | Antoine Pontone            | diss. UDF      | 887          | 2,43         |             |             |  |
|                | Daniel Cloarec             | GÉ             | 865          | 2,37         |             |             |  |
|                | Franck Caffin              | LDI (MPF)      | 713          | 1,95         |             |             |  |
|                | Jean Dubois                | US4J           | 403          | 1,1          |             |             |  |
|                | Guénolaine Charier         | LCR            | 347          | 0,95         |             |             |  |
|                | Yolande Falkengurg         | MÉI            | 340          | 0,93         |             |             |  |
|                | Christian Gaudray          | IR             | 252          | 0,69         |             |             |  |
|                | Serge Bavarin              | MDR            | 209          | 0,57         |             |             |  |
|                | Guy Betfort                | PT             | 186          | 0,51         |             |             |  |
|                | Thierry Abid               | Divers         | 57           | 0,16         |             |             |  |
|                |                            |                |              |              |             |             |  |
| Inscrits       | Inscrits                   | Inscrits       | 60 144       | 100,00       | 60 144      | 100,00      |  |
| Abstentions    | Abstentions                | Abstentions    | 22 330       | 37,13        | 20 223      | 33,62       |  |
| Votants        | Votants                    | Votants        | 37 814       | 62,87        | 39 921      | 66,38       |  |
| Blancs et nuls | Blancs et nuls             | Blancs et nuls | 1 270        | 3,36         | 2 231       | 5,59        |  |
| Exprimés       | Exprimés                   | Exprimés       | 36 544       | 96,64        | 37 690      | 94,41       |  |

La suppléante de Michel Pajon était Anne-Marie Mahéas, ancienne institutrice, Vice-Présidente du Conseil général, conseillère générale du canton de Neuilly-sur-Marne.

### Élections de 2002
| Candidat       | Candidat                   | Parti             | Premier tour | Premier tour | Second tour | Second tour |  |
| Candidat       | Candidat                   | Parti             | Voix         | %            | Voix        | %           |  |
| -------------- | -------------------------- | ----------------- | ------------ | ------------ | ----------- | ----------- |  |
|                | Michel Pajon sortant réélu | PS (PRG)          | 12 966       | 34,27        | 17 892      | 52,28       |  |
|                | Jean-Marc Morère           | UMP               | 10 102       | 26,7         | 16 332      | 47,72       |  |
|                | Guy Viala                  | FN                | 4 210        | 11,13        |             |             |  |
|                | Marylise Martins           | diss. UMP         | 3 610        | 9,54         |             |             |  |
|                | Michel Tavet               | PCF               | 1 766        | 4,67         |             |             |  |
|                | Sylvie Duffrène            | Les Verts         | 1 603        | 4,24         |             |             |  |
|                | Michel Paulin              | MNR               | 687          | 1,82         |             |             |  |
|                | Pascal Dias Das Almas      | LCR               | 646          | 1,71         |             |             |  |
|                | Fathya Daraoui             | Pôle républicain  | 555          | 1,47         |             |             |  |
|                | Yolande Spitz              | Divers écologiste | 441          | 1,17         |             |             |  |
|                | Nathalie Robiquet          | Divers droite     | 403          | 1,07         |             |             |  |
|                | Abdelkrim Sarouli          | Divers droite     | 307          | 0,81         |             |             |  |
|                | Jean-Pierre Bourriaud      | LO                | 290          | 0,77         |             |             |  |
|                | Jacques Meirone            | GÉ                | 148          | 0,39         |             |             |  |
|                | Richard Vignal             | PT                | 104          | 0,27         |             |             |  |
|                | Malika Maalen              | UDF               | 0            | 0            |             |             |  |
|                | Roger Robinson             | Divers droite     | 0            | 0            |             |             |  |
|                | René-Christian Raffault    | Divers droite     | 0            | 0            |             |             |  |
|                | Éric Allemon               | Divers droite     | 0            | 0            |             |             |  |
|                | André Colson               | RPF               | 0            | 0            |             |             |  |
|                |                            |                   |              |              |             |             |  |
| Inscrits       | Inscrits                   | Inscrits          | 60 588       | 100,00       | 60 588      | 100,00      |  |
| Abstentions    | Abstentions                | Abstentions       | 22 159       | 36,57        | 24 957      | 41,19       |  |
| Votants        | Votants                    | Votants           | 38 429       | 63,43        | 35 631      | 58,81       |  |
| Blancs et nuls | Blancs et nuls             | Blancs et nuls    | 591          | 1,54         | 1 407       | 3,95        |  |
| Exprimés       | Exprimés                   | Exprimés          | 37 838       | 98,46        | 34 224      | 96,05       |  |

La suppléante de Michel Pajon était Anne-Marie Mahéas.

### Élections de 2007
| Candidat       | Candidat                   | Parti          | Premier tour | Premier tour | Second tour | Second tour |  |
| Candidat       | Candidat                   | Parti          | Voix         | %            | Voix        | %           |  |
| -------------- | -------------------------- | -------------- | ------------ | ------------ | ----------- | ----------- |  |
|                | Michel Pajon sortant réélu | PS             | 13 344       | 34,09        | 20 513      | 54,78       |  |
|                | Élizabeth Demuynck         | UMP            | 13 134       | 33,56        | 16 930      | 45,22       |  |
|                | Éric Allemon               | Divers droite  | 2 953        | 7,55         |             |             |  |
|                | Fabien Rossignol           | Divers droite  | 1 915        | 4,89         |             |             |  |
|                | Sylvie Duffrene            | Les Verts      | 1 877        | 4,8          |             |             |  |
|                | Élizabeth Cure             | FN             | 1 640        | 4,19         |             |             |  |
|                | Henriette Zoughebi         | PCF            | 1 364        | 3,49         |             |             |  |
|                | Véronique Jacquet          | LCR            | 1 189        | 3,04         |             |             |  |
|                | Josette Hernandez          | LT-LNÉ         | 546          | 1,4          |             |             |  |
|                | Michel Paulin              | MNR            | 316          | 0,81         |             |             |  |
|                | Jean-Pierre Bourriaud      | LO             | 300          | 0,77         |             |             |  |
|                | Christophe Étienne         | Divers         | 272          | 0,69         |             |             |  |
|                | Roberte Leproux            | PT             | 151          | 0,39         |             |             |  |
|                | Leila Hirèche              | Divers         | 135          | 0,34         |             |             |  |
|                | Pascale Oster              | Divers         | 2            | 0,01         |             |             |  |
|                |                            |                |              |              |             |             |  |
| Inscrits       | Inscrits                   | Inscrits       | 69 561       | 100,00       | 69 561      | 100,00      |  |
| Abstentions    | Abstentions                | Abstentions    | 29 811       | 42,86        | 30 630      | 44,03       |  |
| Votants        | Votants                    | Votants        | 39 750       | 57,14        | 38 931      | 55,97       |  |
| Blancs et nuls | Blancs et nuls             | Blancs et nuls | 612          | 1,54         | 1 488       | 3,82        |  |
| Exprimés       | Exprimés                   | Exprimés       | 39 138       | 98,46        | 37 443      | 96,18       |  |

#### Département de la Seine-Saint-Denis
- La fiche de l'INSEE de cette circonscription : « Tableaux et Analyses de la treizième circonscription de la Seine-Saint-Denis », sur insee.fr, site de l'Institut national de la statistique et des études économiques (consulté le 10 juin 2007) [PDF]

- « Tous les députés du département de la Seine-Saint-Denis depuis 1789 » [archive du 30 septembre 2007], sur assemblee-nationale.fr, site de l'Assemblée nationale française (consulté le 10 juin 2007)

- « Informations contentieuses sur le département de la Seine-Saint-Denis (Élections législatives de 2002) », sur conseil-constitutionnel.fr, site du Conseil constitutionnel (consulté le 13 juin 2007)

#### Circonscriptions en France
- « Carte des circonscriptions législatives en France », sur assemblee-nationale.fr, site de l'Assemblée nationale française (consulté le 10 juin 2007)

- « Résultats électoraux officiels en France », sur interieur.gouv.fr, site du ministère de l'Intérieur (France) (consulté le 13 juin 2007)

- Description et Atlas des circonscriptions électorales de France sur http://www.atlaspol.com, Atlaspol, site de cartographie géopolitique, consulté le 13 juin 2007.